# Start (Motorsport)
Der Start bzw. die Startfreigabe eines Motorsportwettkampfes auf einer Rundstrecke kann grundsätzlich stehend oder rollend erfolgen. Sonderformen sind der sogenannte Le-Mans-Start und auch der Safety-Car-Start.

## Stehender Start

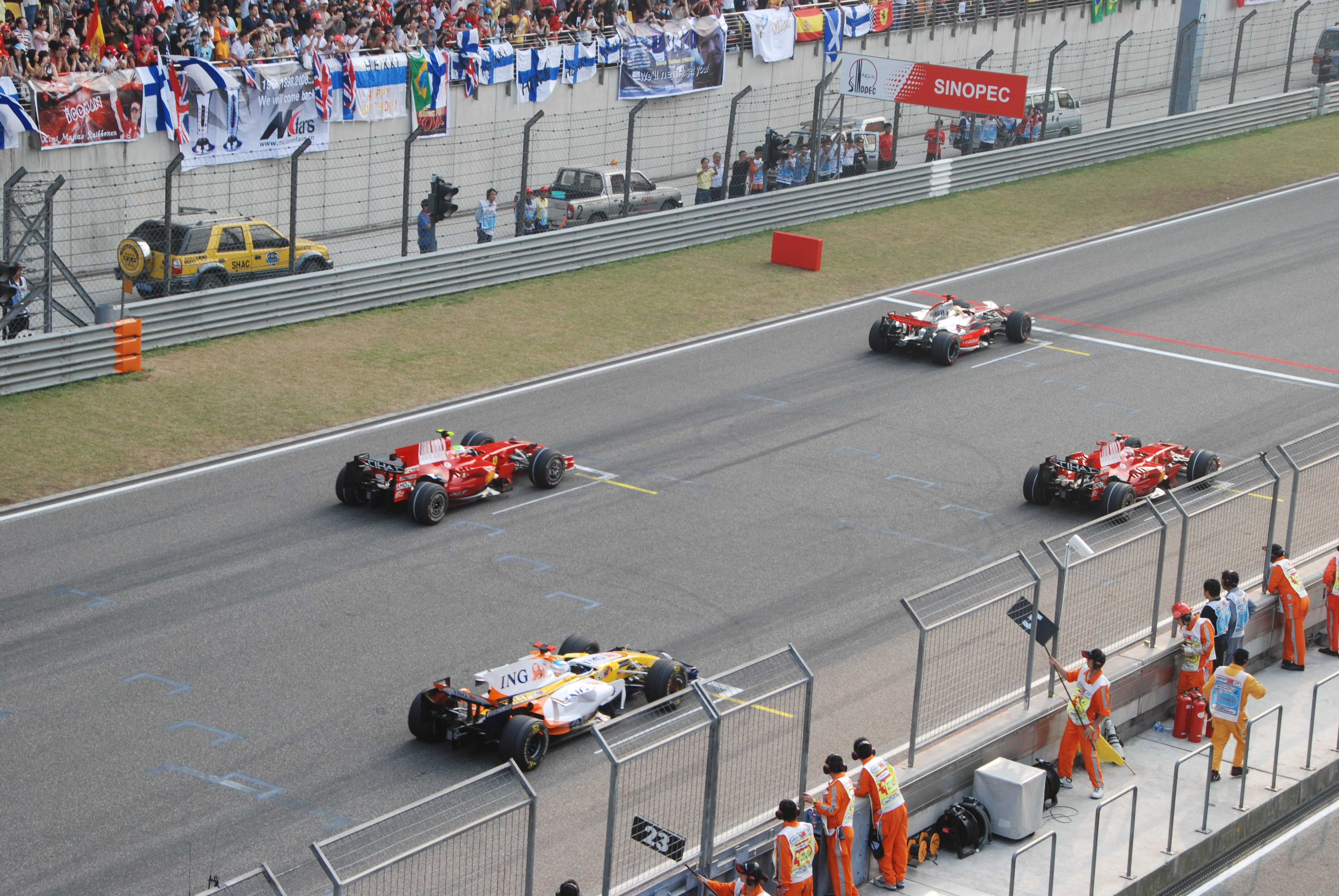
Stehender Start bei einem Grand Prix

Als Stehender Start, der auch als Grand-Prix-Start oder Countdown Start bekannt ist, wird der Start eines Rennfahrzeugs aus ruhender Position bezeichnet. Auf einer Rundstrecke befinden sich die Fahrzeuge dazu in meist auf der Start-Ziel-Geraden aufgezeichneten Startboxen, die die Grid-Formation ergeben. In Ausnahmefällen liegen Start und Ziel aber auch an unterschiedlichen Stellen der Rundstrecke. Zur besseren Orientierung sind auf einigen Rennstrecken zusätzlich gelbe Linien auf Höhe der Vorderachse gezeichnet, die über die Startbox hinausragen und für Piloten von Monopostos vom Cockpit aus sichtbar sind. Mit dem Erlöschen der Startampel, früher mit dem Aufleuchten der grünen Lichter an der Startampel oder dem Senken der Startflagge, wird das Rennen freigegeben und die Fahrzeuge setzen sich in Bewegung. Der Start zur Einführungsrunde ist immer stehend. Für den stehenden Rennstart halten die Fahrzeuge nach der Einführungsrunde wieder in ihrer Startbox an.

## Fliegender Start

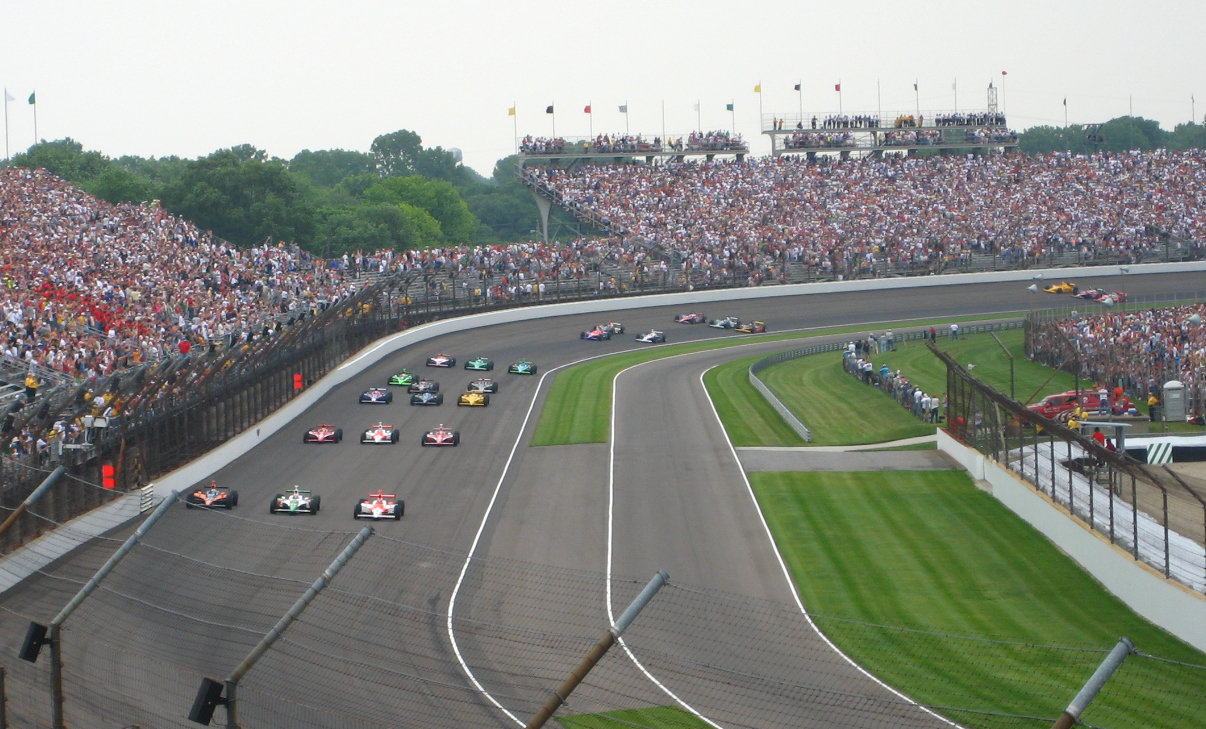
Fliegender Start beim Indianapolis 500

Als Fliegender Start, der auch als Rollender Start oder Indianapolis-Start bekannt ist, wird der Start eines Rennfahrzeugs bezeichnet, das sich mit langsamer Geschwindigkeit der Startlinie nähert. Einem fliegenden Start geht ein stehender Start zur Einführungsrunde bzw. zu den Einführungsrunden voraus. Hier folgt das Starterfeld einem Führungsfahrzeug der Rennleitung, das im Englischen Pace Car genannt wird. Dieses Fahrzeug gibt dem Starterfeld die Geschwindigkeit vor. Zum Ende der Runde werden Grid-Schilder von den Sportwarten gezeigt, damit das Feld eine zweireihige Grid-Formation einnimmt. Bei Rennen auf Ovalkursen wie dem Indianapolis 500 nimmt das Starterfeld sogar eine dreireihige Formation ein. Vor dem Erreichen der Startlinie verlässt das Führungsfahrzeug die Rennstrecke und das Starterfeld fährt unter Beibehaltung der Reihenfolge und Geschwindigkeit hinter dem führenden Fahrzeug weiter. Für zusätzliche Ordnung im Starterfeld sieht das sportliche Reglement teilweise vor, dass die Fahrzeuge über die auf der Rennstrecke aufgezeichneten Startboxen zu fahren haben. Ab dem Erlöschen der roten Ampel dürfen sie beschleunigen und aus ihrer Grid-Formation ausscheren.
Der fliegende Start hat bei Rennfahrzeugen auch technische Auswirkungen auf die Dimensionierung von Komponenten im Antriebsstrang wie der Kupplung, die bei einem fliegenden Start deutlich geringer belastet sind als bei einem stehenden Start.

## Le-Mans-Start

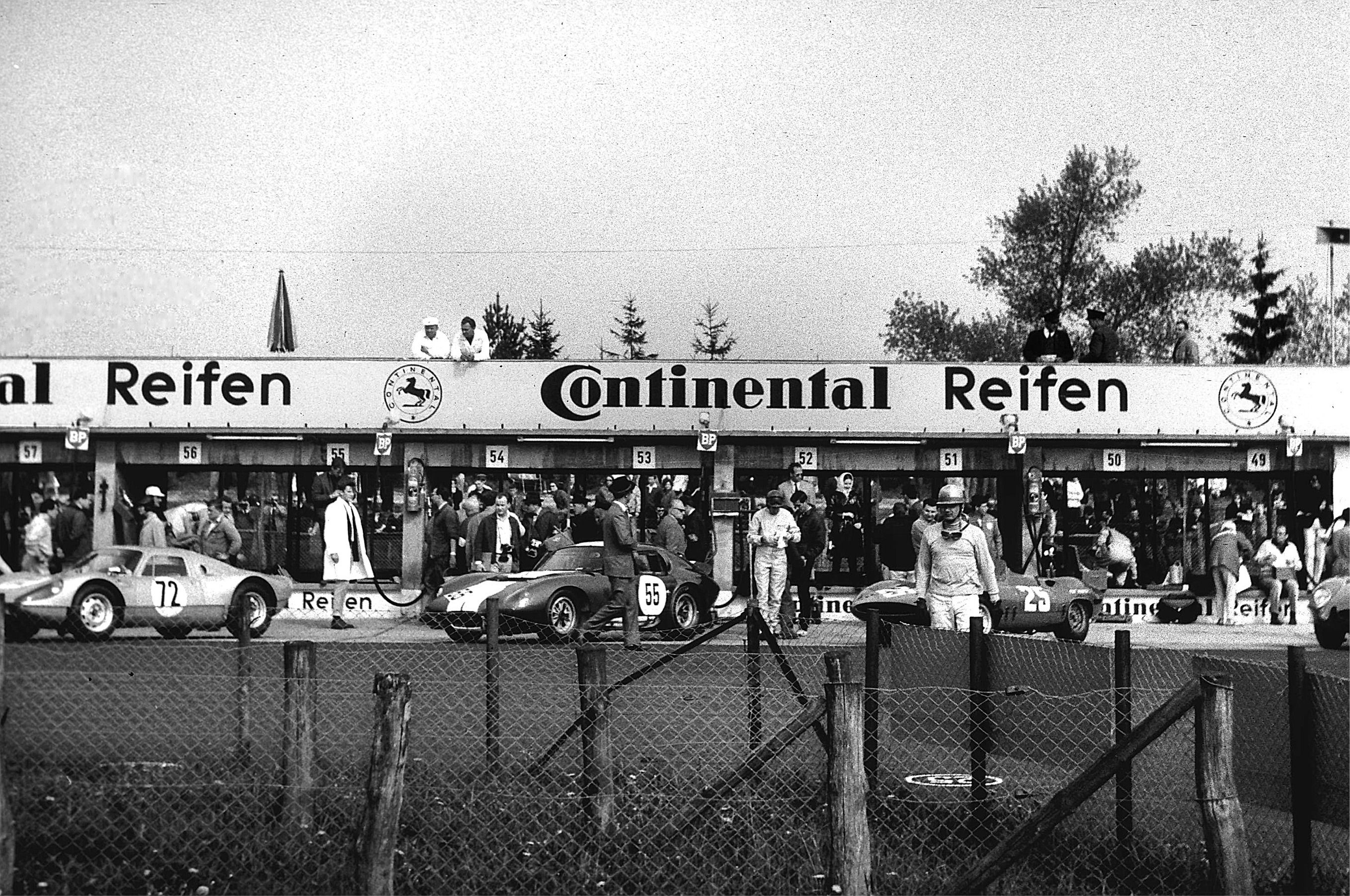
Le-Mans-Start 1965 auf dem Nürburgring: Die Fahrer begeben sich auf ihre Plätze. Vorn rechts Hans Herrmann

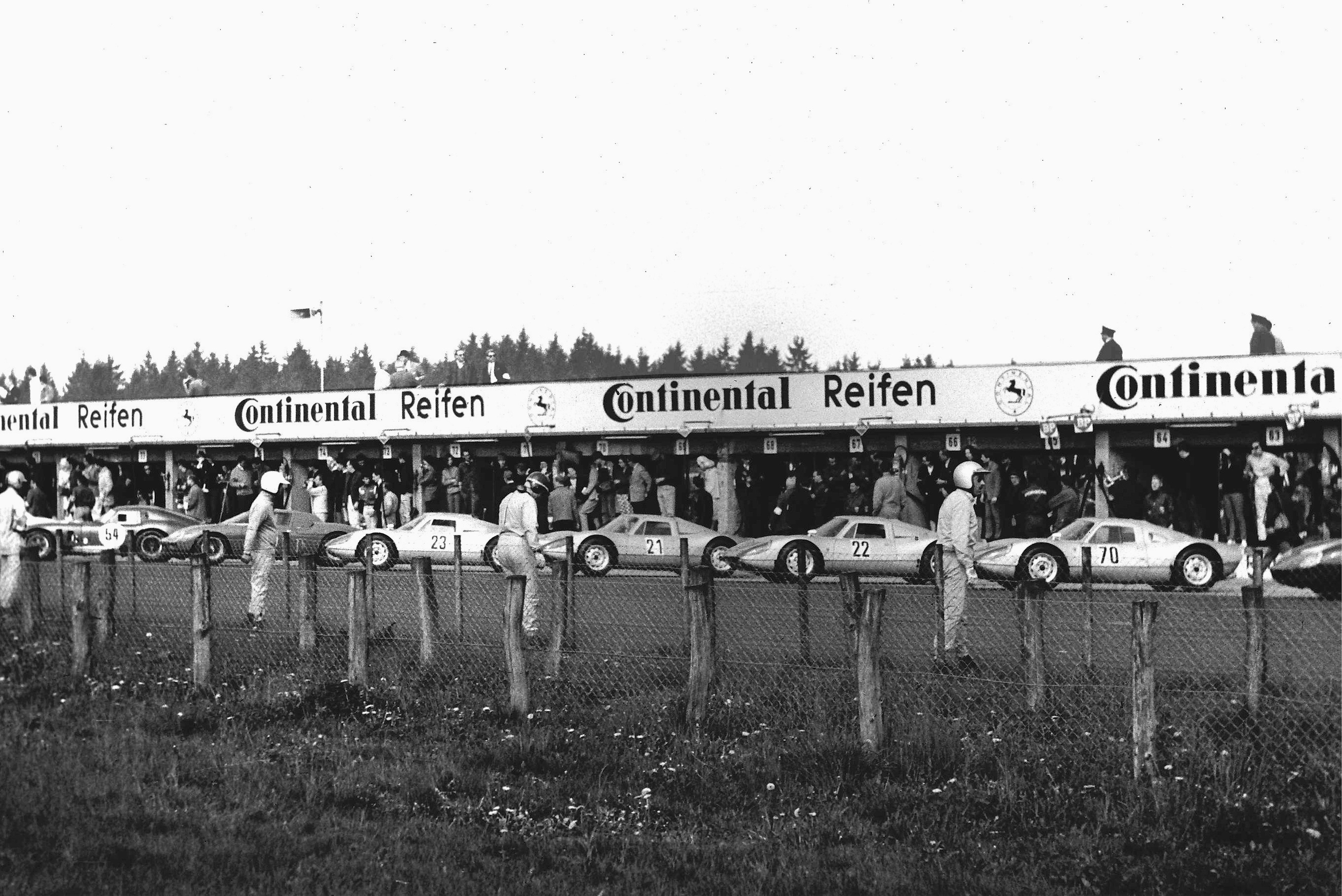
Angespanntes Warten auf den Start

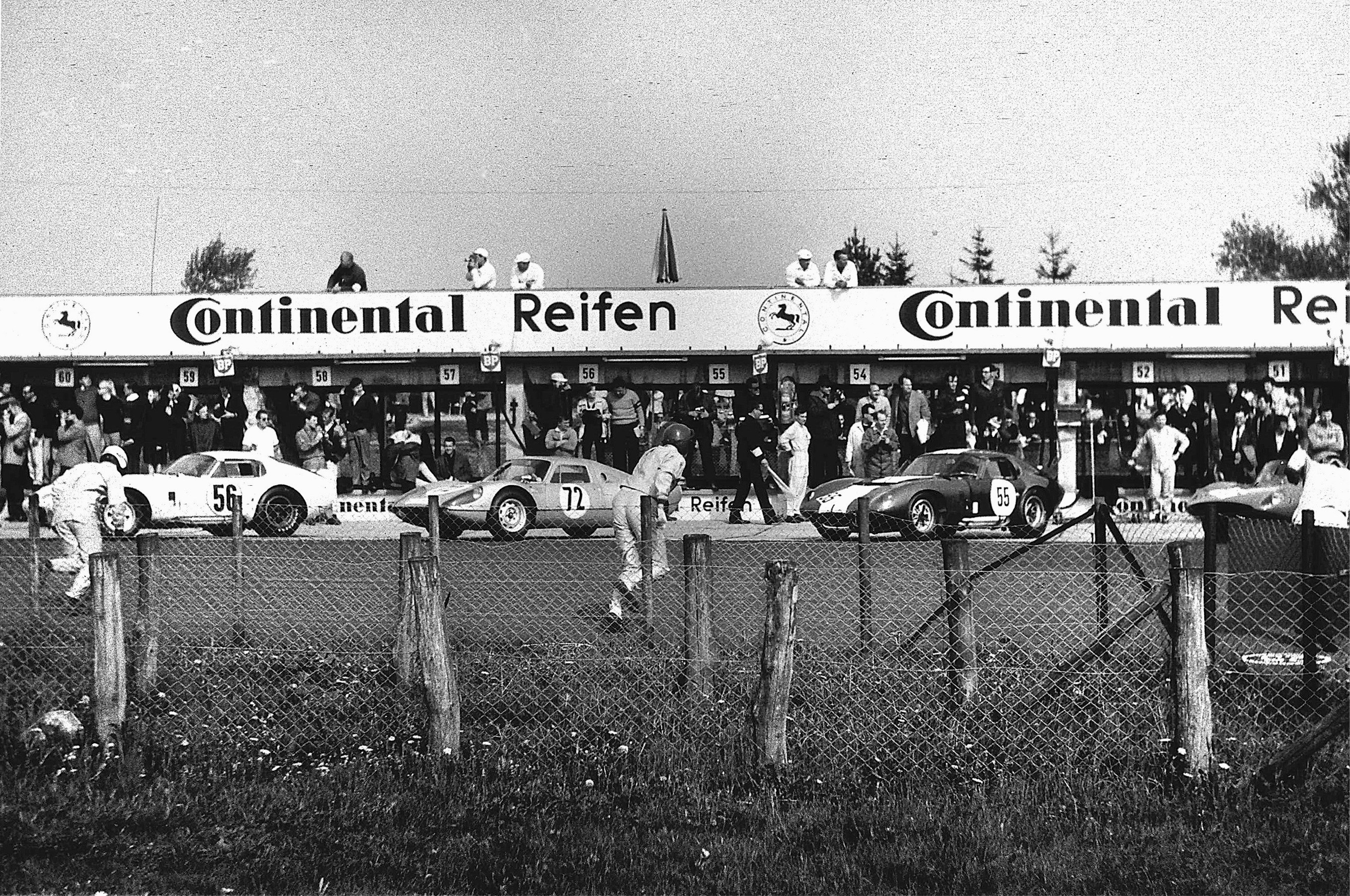
Der Spurt zu den Wagen

Von einem Le-Mans-Start wird gesprochen, wenn die Teilnehmer eines Motorsportwettkampfes im Moment der Startfreigabe nicht in oder auf ihrem Fahrzeug sitzen, sondern einige Meter von ihm entfernt wie Leichtathleten hinter einer Startlinie oder in Kreismarkierungen stehen, anschließend zum Fahrzeug laufen und es starten. Erfunden wurde dieser Start 1925 in Le Mans, allerdings einige Jahrzehnte später aus Sicherheitsgründen aufgegeben. Im weiteren Sinne wird der Begriff auch auf andere Sportarten oder Wettkämpfe angewandt, bei denen abseits des Sportgeräts oder Austragungsorts gestartet wird (zum Beispiel Windsurfen).

### Ablauf
Bei einem Le-Mans-Start stehen die Fahrzeuge üblicherweise außerhalb und längs der Strecke im Startbereich (schräg in Fahrtrichtung), Motorräder werden meist von Helfern gehalten. Die gegenüberliegende Streckenbegrenzung stellt oftmals die Startlinie der Fahrer dar, sodass alle Fahrer die gleiche Entfernung zu ihren Fahrzeugen haben. Nach dem Startzeichen (Senken der Startflagge) spurten die Fahrer über die Strecke zu ihren Fahrzeugen, steigen ein oder sitzen auf, starten und fahren los.

### Ursprung und Historie
Seinen Ursprung hat der Begriff in dem 24-Stunden-Rennen von Le Mans, bei dem diese Variante des stehenden Starts 1925 eingeführt und bis 1969 beibehalten wurde.
Um weniger Zeit zu verlieren, gingen die Fahrer dazu über, die Sicherheitsgurte nicht vor dem Losfahren, sondern erst bei der nächsten Gelegenheit im laufenden Rennen anzulegen. Jacky Ickx übte dagegen bei seiner ersten Le-Mans-Teilnahme 1969 Protest, indem er nach dem Startzeichen zu seinem Ford GT 40 zügig ging, aber nicht lief, und sich langsam und sorgfältig anschnallte, bevor er schließlich weit hinter den anderen Teilnehmern das Rennen aufnahm. Der noch nicht angegurtete Fahrer John Woolfe verunglückte in jenem Rennen in der ersten Runde tödlich. Ickx und Jackie Oliver gewannen das Rennen trotz des anfänglichen Rückstands mit wenigen Sekunden Vorsprung.
1970 starteten die Fahrer in Le Mans in den Fahrzeugen sitzend mit stehendem Motor (diese Startvariante ist auch in dem Spielfilm Le Mans von 1971 mit Steve McQueen zu sehen). Die Wagen standen in Abständen von zehn Metern und in einem Winkel von 20 Grad zur Fahrtrichtung am Streckenrand bei Start und Ziel. Seit 1971 beginnen die 24 Stunden von Le Mans nach einer Einführungsrunde mit einem fliegenden Start. Beim 1000-km-Rennen auf dem Nürburgring war der Le-Mans-Start bereits 1969 vom fliegenden Start abgelöst worden.
Außer bei einigen Oldtimer-Rennen wird der Le-Mans-Start im Motorsport aus Sicherheitsgründen mittlerweile nicht mehr durchgeführt.
Bei einigen Rennen gibt es heutzutage einen vorgetäuschten Le-Mans-Start, das heißt, die Fahrer rennen zu ihrem Fahrzeug und steigen ein oder auf. Erst wenn alle Fahrer angeschnallt sind, wird das Rennen regulär gestartet.

### Sonstiges
Um den Startablauf zu beschleunigen, hatte Porsche den Knopf für den Anlasser links vom Lenkrad platziert, was dem Fahrer ermöglichte, schneller den Gang einzulegen. Bis heute haben die Autos von Porsche den Zündschlüssel auf der Außenseite.

## Safety-Car-Start
Als Safety-Car-Start wird sowohl der stehende Sicherheitsstart hinter dem Safety Car als auch der fliegende Neustart nach einer Neutralisation bezeichnet.
Der stehende Sicherheitsstart hinter dem Safety Car erfolgt meist, wenn die Rennleitung einen konventionellen stehenden oder fliegenden Start als zu gefährlich einstuft. Eine Einführungsrunde entfällt in diesem Fall und die Rennfahrzeuge starten direkt aus der Startaufstellung heraus hinter dem Safety Car unter Neutralisation.
Eine Safety-Car-Phase wird durch einen fliegenden Neustart beendet, um das aus Sicherheitsgründen neutralisierte Rennen wieder freizugeben. Im Unterschied zum konventionellen fliegenden Start folgen die Fahrzeuge einreihig dem Safety Car. Nach Abschalten des Warnlichts am Safety Car ist der führende Fahrer des Feldes für die Geschwindigkeit verantwortlich und darf auch den Abstand zum Safety Car vergrößern. Überholt werden darf je nach sportlichem Reglement ab der Ziellinie oder ab einer separaten Safety-Car-Linie, die sich in der Regel auf Höhe der Boxeneinfahrt befindet oder an einer speziell von der genehmigenden Motorsportbehörde definierten Stelle.